# 東兼六町
東兼六町（ひがしけんろくまち）は、石川県金沢市の町名。丁目を持たない単独町名であり、全域で住居表示実施済み。郵便番号は920-0933。

## 概要
東兼六町は、下石引町・飛梅町・扇町に囲まれている。

## 沿革
- 1966年（昭和41年）2月1日 - 住居表示実施により、成瀬町・下百々女木町・飛梅町の全部と八坂・木曽町・材木町一丁目・材木町二丁目・小尻谷町・小将町二番丁・小将町三番丁の各一部をもって成立[4]。

## 小中学校の校区
市立小学校に通う場合は兼六小学校に、市立中学校に通う場合は兼六中学校に通う。

## 施設
- 永福寺
- 松山寺
- 鶴林寺
- 安楽寺